# You're Out of My Life
You're Out of My Life är titeln på en låt inspelad av artisten Darin. Låten, en ballad, var Darins bidrag till Melodifestivalen 2010 och framfördes för första gången publikt i årets tredje deltävling som gick av stapeln den 20 februari i Scandinavium, Göteborg. Vid omröstning kom Darin på andra plats och gick därmed vidare direkt till final , vilken hölls i Globen den 13 mars. Där placerade han sig på fjärde plats .

## Låtskrivare och musikproducent
Låtskrivare är Tony Nilsson och Henrik Janson. Som duo har de skrivit två ytterligare bidrag till Melodifestivalen: The Queen, framfört av artisten Velvet i 2009 års tredje deltävling, samt The Saviour som framfördes av Anders Ekborg i 2010 års första deltävling.
Musikproducent är Arnthor Birgisson, som tidigare har samarbetat med internationella artister såsom Leona Lewis och Jennifer Lopez.
Samtliga framförda bidrag i Melodifestivalen 2010 släpptes till radiospelning och försäljning söndagen den 28 februari, dagen efter den fjärde deltävlingen. En vecka senare blev Darin, med You're Out of My Life, utsedd till bästa nykomling på listan över Europas mest spelade låtar i radio .

### Listplaceringar
| Lista (2010)         | Topplacering |
| -------------------- | ------------ |
| Svenska singellistan | 3            |